# Латавијус Вилијамс
Латавијус Вилијамс (енгл. Latavious Williams; Старквил, Мисисипи, 29. март 1989) је амерички кошаркаш. Игра на позицијама крилног центра и центра.

## Биографија
Вилијамс је сениорску каријеру започео у сезони 2009/10. као играч Тулса сикстисиксерса из НБА развојне лиге. На НБА драфту 2010. одабрао га је Мајами хит као 48. пика. Ипак, и сезону 2010/11. провео је у Тулса сикстисиксерсима.
У августу 2011. потписао је једногодишњи уговор са Хувентудом. У лето 2012. кратко је играо у Доминикани за екипу Метрос де Сантијаго. Почетком октобра 2012. договорио је двомесечну сарадњу са Брозеом из Бамберга. Од децембра 2012. до јануара 2014. бранио је боје Севиље. Током лета 2014. поново је наступао за Метрос де Сантијаго. Сезону 2014/15. одиграо је у екипи Билбаа. Почетком јуна 2015. ангажовао га је порторикански клуб Вакерос де Бајамон. Дана 20. јула 2015. започео је двогодишњи боравак у екипи УНИКС-а. У јуну 2017. одиграо је неколико утакмица за венецуеланску екипу Буканерос де Ла Гвајира. У сезони 2017/18. је био играч Валенсије и са њима је освојио Суперкуп Шпаније. Крајем октобра 2018. је потписао за Игокеу.

## Успеси

### Клупски
- Валенсија:
  - Суперкуп Шпаније (1): 2017.

- Игокеа:
  - Куп Босне и Херцеговине (1): 2019.

### Појединачни
- Најкориснији играч кола Евролиге (1): 2016/17. (1)